# Boulaouane
Boulaouane (arabisch بولاوان, DMG Būlāwān, Zentralatlas-Tamazight ⴱⵓⵍⵄⵡⴰⵏ Bulɛwan) ist ein Ort mit etwa 3000 Einwohnern und eine Landgemeinde (commune rurale) mit insgesamt knapp 15.000 Einwohnern in der Provinz El Jadida in der marokkanischen Region Casablanca-Settat.

## Lage und Klima
Boulaouane liegt etwa 1 km westlich des Flusses Oum er-Rbia und etwa 65 km (Fahrtstrecke) südöstlich von El Jadida bzw. 53 km südwestlich von Settat in einer Höhe von etwa 115 m. Die im 18. Jahrhundert erbaute Festungsanlage (kasbah) befindet sich auf einer Anhöhe etwa 10 km östlich des Ortes in einer Höhe von ca. 190 m und ist am besten mit einem Grand Taxi zu erreichen. Das Wetter ist meist warm und trocken; der eher spärliche Regen (ca. 335 mm/Jahr) fällt überwiegend im Winterhalbjahr.

## Bevölkerung
| Jahr      | 1994   | 2004   | 2014   | 2024   |
| Einwohner | 14.154 | 14.404 | 14.485 | 14.740 |

Die Bevölkerung der Gemeinde verteilt sich auf den Hauptort Boulaouane sowie eine Vielzahl kleinerer Dörfer in der Umgebung und besteht ganz überwiegend aus Berbern; Personen mit arabischer Herkunft bilden eine Minderheit von etwa 15 %. Untereinander wird jedoch meist arabisch gesprochen.

## Wirtschaft
Die Landwirtschaft steht an erster Stelle im Wirtschaftsleben der Gemeinde. Auf einem Großteil der Anbauflächen (ca. 50.000 ha) wird Weinbau betrieben. Die Trauben werden entweder auf Märkten (suqs) verkauft oder in der örtlichen Kelterei zu Wein verarbeitet, der in ganz Marokko – und darüber hinaus – einen ausgezeichneten Ruf genießt, auch wenn im Koran ein Alkoholverbot verankert ist.

## Geschichte
Über die Geschichte des Berberdorfes ist nichts bekannt, doch erwähnt Leo Africanus im Jahr 1514 einen marokkanischen Ort namens Bu'l'Awan, der mit Boulaouane gleichgesetzt wird. Im frühen 18. Jahrhundert ließ der Alawidensultan Mulai Ismail auf einem Hügel oberhalb einer Flussschleife des Oum er-Rbia eine Festung errichten, um die stets unruhigen Berberstämme der Gegend besser unter Kontrolle halten zu können.

## Kasbah

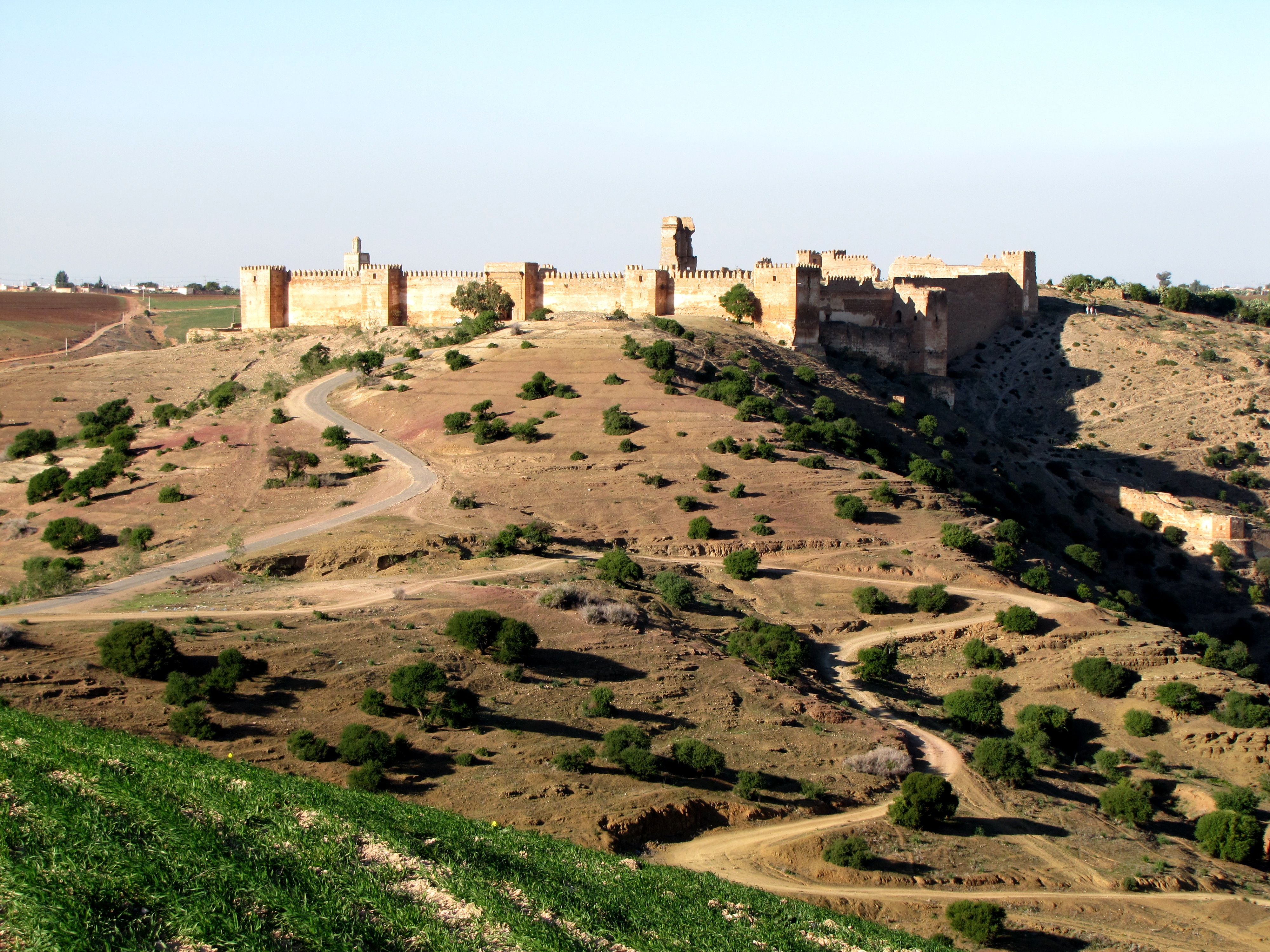
Kasbah von Boulaouane

Die Kasbah befindet sich an der schmalsten Stelle eines etwa 150 m hohen und auf drei Seiten von einer Flussschleife des Oued Oum er-Rbia umgebenen Hügels (32° 51′ 27″ N, 8° 1′ 13″ W) und war somit strategisch gut gegen Angriffe geschützt. Die zinnenbewehrten Außenmauern der auf annähernd trapezförmigem Grundriss erbauten Festung bestehen hauptsächlich aus unbehauenen Steinen. Nur für die Portaleinfassung und die Ecksteine der Türme wurden exakt behauene Steine sowie Ziegelsteine verwendet. Oberhalb des im Scheitel leicht angespitzten und entfernt an die großartigen Portalbauten der Almohaden in Rabat und Marrakesch erinnernden Eingangsportals befindet sich eine Inschrift mit der Jahreszahl 1122 islamischer Zeitrechnung (d. h. 1710/11 n. Chr.) und dem Namen des Architekten. Die vieltürmige Mauer umschließt einen Innenhof mit mehreren bereits stark zerfallenen Gebäuden: Erkennbar sind noch die Moschee mit ihrem Minarett und einem Moscheehof (sahn), ein weiterer halbzerstörter Turm, der als Wachturm interpretiert wird, sowie ein langgestreckter Raum mit einem – größtenteils eingestürzten – Tonnengewölbe, der wohl als Badehaus (hammam) diente. In einer Gebäuderuine wurden Bruchstücke von Kacheln entdeckt – es wird als Palast bezeichnet. Andere Mauerreste dürften zu ehemaligen Unterkünften, Magazinen, Stallungen oder zu kleinen Geschäften gehört haben. Die Wasserversorgung wurde mittels einer großen Zisterne sichergestellt; in Zeiten großer Trockenheit musste man zum Fluss hinuntergehen, um von dort Wasser zu holen.